# Caloplaca coeruleofrigida
Caloplaca coeruleofrigida är en lavart som beskrevs av Søchting & Seppelt. Caloplaca coeruleofrigida ingår i släktet orangelavar och familjen Teloschistaceae.   Inga underarter finns listade i Catalogue of Life.